# Jing An Kerry Centre
Le Centre Kerry Jing'an (chinois : 静安嘉里中心 ; pinyin : jìng'ān jiālǐ zhōngxīn ; anglais : Jing An Kerry Centre est un ensemble de trois gratte-ciel situés à Shanghai en Chine. La tour 2, construite en 2013, s'élève à 260 mètres. Les tours 3 et 1 construites en 2013 et en 1998 mesurent 198 et 133 mètres.